# حنامة (حبيش)

تعديل مصدري - تعديل

حنامة محلة تابعة لقرية الحقيق، التابعة لعزلة بني الضاحتين بمديرية حبيش إحدى مديريات محافظة إب في الجمهورية اليمنية، بلغ تعداد سكانها 187 حسب تعداد اليمن لعام 2004.